# Lilium ponticum
Espèce
Synonymes
- Lilium carniolicum subsp. ponticum (K.Koch) P.H.Davis & D.M.Hend., 1983[2],[1]
- Lilium ponticum K. Koch[3]
- Lilium pyrenaicum subsp. ponticum (K.Koch) V.A.Matthews[2],[3],[1]
- Lilium szovitsianum subsp. ponticum (K.Koch) Kudrjasch.[2],[1]
- Lilium szovitsianum subsp. ponticum G. Kudrjaschova[1]

Lilium ponticum est une espèce de plantes herbacées pluri-annuelles de la famille des Liliaceae.
Les pétales de sa fleur sont couleur jaune « beurre » tacheté marron foncé. Elle la trouve au bord de la mer Noire à l'est de la Turquie.
Elle est ressemble au Lis des Pyrénées mais est plus petite.

## Synonymes
- Lilium carniolicum subsp. ponticum (K.Koch) P.H.Davis & D.M.Hend., 1983[2],[1]
- Lilium ponticum K. Koch[3]
- Lilium pyrenaicum subsp. ponticum (K.Koch) V.A.Matthews[2],[3],[1]
- Lilium szovitsianum subsp. ponticum (K.Koch) Kudrjasch.[2],[1]
- Lilium szovitsianum subsp. ponticum G. Kudrjaschova[1]

## Liste des variétés
Selon Catalogue of Life (17 juillet 2018) et World Checklist of Selected Plant Families (WCSP) (17 juillet 2018) :
- variété Lilium ponticum var. artvinense (Miscz.) P.H.Davis & D.M.Hend. (1969)
- variété Lilium ponticum var. ponticum

Selon The Plant List (17 juillet 2018) et Tropicos (17 juillet 2018) :
- variété Lilium ponticum var. artvinense (Miscz.) P.H. Davis & D.M. Hend.